# Kukulkan

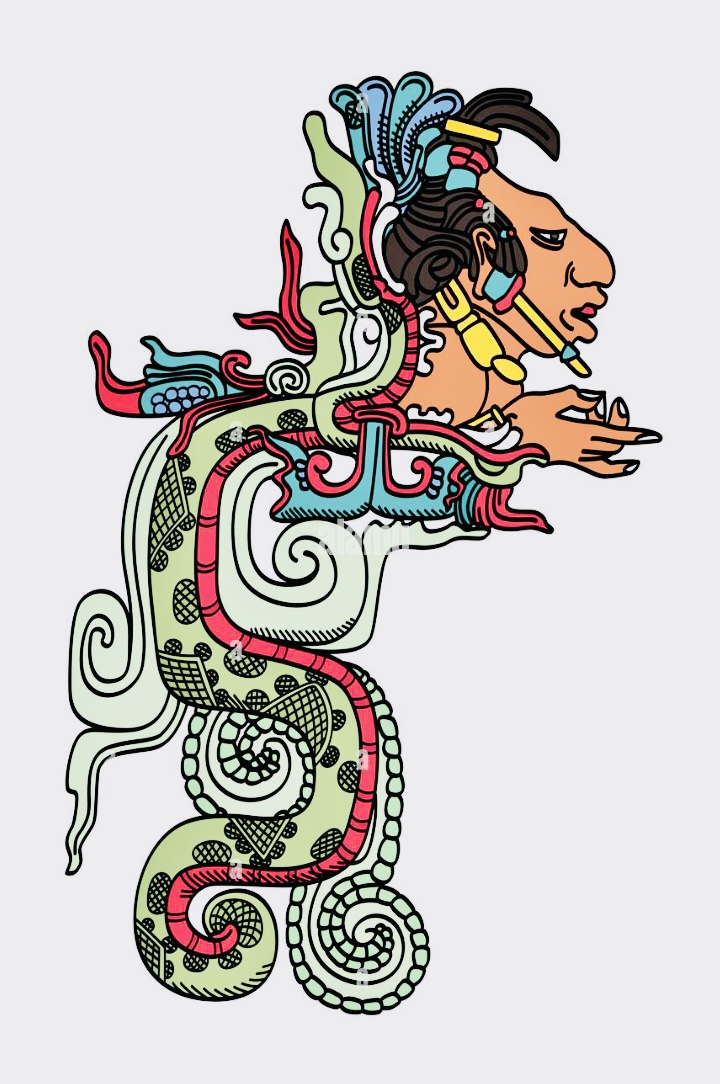
Kukulkán ist der Maya-Name für Quetzalcoatl, hier auf einem Relief in Yaxchilán.

Kukulkan, eigentlich K'uk'ulkan, ist bei den Maya die gefiederte Schlange, Gott der Auferstehung und der Reinkarnation. Bei jedem Äquinoktium steigt sein Schatten die „el Castillo“-Treppen hoch oder herunter (Chichén Itzá). Er spielt eine identische Rolle wie Quetzalcoatl bei den Azteken.
Nach der Legende kommt Kukulkan aus dem Ozean und wird eines Tages vielleicht dorthin zurückkehren. Eine Maya-Legende besagt, dass er während des Weltuntergangs auf die Erde zurückkehren wird. In Yukatan ist sein Name Kukulkan, in Guatemala wird er Gucumatz genannt.
Kukulkan ist auch der Gott der vier Elemente (Wasser, Erde, Feuer, Luft), jedes Element wird durch eine Pflanze oder ein Tier dargestellt:
- Luft – der Geier
- Feuer – die Eidechse
- Erde – der Mais
- Wasser – der Fisch.

In der Maya-Schrift kann Kukulkan mit einer Knochenflöte, einem Jaguar, einem Adler, einem Becken voller Blut oder einer Schnecke repräsentiert werden.

## Andere Namen
- Gucumatz
- Gugumatz
- Kucumatz
- K'uk'ulkan
- Kukulcan
- Kulkulcan
- Kukumatz
- Quetzalcoatl (Azteken)